# Министерство культуры Дании
Министерство культуры Дании — министерство правительства Дании, отвечает за культуру, спорт и СМИ.

## Агентства и учреждения

### Подразделения
- Датское агентство наследия
- Управление культуры (Kulturarvsstyrelsen)
- Управление библиотек (Biblioteksstyrelsen)

### Учебные заведения
- Датская королевская академия изящных искусств (Det Kongelige Danske Kunstakademi)
- Дптская школа кинематографии (Den Danske Filmskole)
- Датский Королевский театр в школе балета (Det Kongelige Teaters balletskole)
- Датская школа дизайна (Danmarks Designskole)
- Королевская школа библиотековедения (Danmarks Biblioteksskole)
- Ютландская консерватория (Det Jyske Musikkonservatorium)

## Другие учреждения
- Датская королевская библиотека (Det Kongelige Bibliotek)

## Здание министерства
С 1759 по 1950 гг. в здании располагался магазин ростовщика. В 1962 году после реконструкции здание заняло Министерство культуры.